# 教科教室型
教科教室型（きょうかきょうしつがた）とは、普通教室と呼ばれる「○年○組」等という教室を持たず、教科ごとに別々の専用教室を設けることを指す。児童もしくは生徒は、定められた時間割に応じて算数であれば算数の教室へ、理科であれば理科の教室へ行って授業を受ける。朝礼や終礼、道徳・学級活動などはいずれかの教科教室を使用して実施するなどの方法をとる。
教科教室型の特徴として、生徒用の休憩所兼ロッカーを設けるホームベース（ホームベイなどと呼ばれる場合もある）を各クラスごとに設ける場合が多い。
教科教室型に対して特別教室型（とくべつきょうしつがた）は、普通教室と美術室・音楽室などの特別教室に分類される教室を持つ形態である。これは今日の日本で初等・中等教育を行う学校において大勢を占める形態である。一方、大学などの高等教育機関では教科教室型を採用する場合が多い。